# Neuwied
Neuwied település Németországban, Rajna-vidék-Pfalz tartományban. Lakosainak száma 66 243 fő (2023. december 31.).

## Népesség
A település népességének változása:
| Lakosok száma | 64 661 | 64 574 | 65 137 | 65 986 | 66 243 |
|               | 2017   | 2019   | 2021   | 2022   | 2023   |